# キャサリン・ジャクソン
キャサリン・ジャクソン（英語: Katherine Jackson、1930年5月4日 - ）は、マイケル・ジャクソン及びジャネット・ジャクソンの母。ジャクソン家の女家長。

## 生い立ち
1930年5月4日にアラバマ州バブアー郡でマーサ・マッティ・アップショウとプリンス・アルバート・スクリューズとの間にケイティ・B・スクリューズとして誕生する。キャサリンの父は後に姓を読みが同じ他の綴りに変え、キャサリンは4歳の時にキャサリン・エステルに改名させられた。幼い頃に急性灰白髄炎になるが、その後回復した。しかし病気の影響で足を引きずって歩くことになる。
キャサリンが4歳の時に家族でインディアナ州イーストシカゴに引っ越す。同地で1947年に当時10代のボクサーであったジョセフに出会い、1949年に結婚した。生活のためにデパートでパートタイムの仕事をして家計を助けていた。

## 人物
1965年に9人の子供と共にエホバの証人の集会に参加し始める。彼女はエホバの証人に転向した後すぐ仕事を辞めた。
音楽に接する機会の多かった一家の中でも、最初にジャクソン兄弟・姉妹に音楽の楽しさを教えたのはまさしく彼女であると言われている。非常に厳しい躾をした夫のジョセフとは対照的に、子供たちに対して非常に優しく接していた。マイケルは彼女に対して度々最上級の敬愛を表しており、性格面でも非常に強い影響を受けていると語っている。
ジャクソン5は元々は三男のジャーメインがボーカルだったが、キャサリンがマイケルの歌の才能を見つけ、夫ジョセフに「この子は歌えるのよ」と薦めて歌を聞かせた結果、ジャクソン5のボーカルはマイケルに変更された。これはマイケルが製作した「マイケル・ジャクソン・プライベート・ホーム・ムービーズ 2003」でマイケル自身が語っている。
1990年にキャサリンは形成外科手術などの問題に関して最も有名な息子マイケルを守るため自伝『マイ・ファミリー』を発売した。2005年のマイケル・ジャクソン裁判の間、キャサリンはジャクソン家で唯一あらゆる法廷審理に出席しており、マイケルの少ない親族のうちの1人とされる。同裁判の法廷内で放映された「マイケルジャクソンの真実」のカットシーン内でマイケルが語っている、夫ジョセフのマイケルやその他の息子達への暴力行為をジョセフ同様「厳しく躾けただけ」と語り、裁判後のインタビューで「マイケルが語っているが?」と問われても「子供が小さい時は悪い事をしたらお尻を叩くでしょう?」と答え、虐待は無かったとの認識を示した。
2009年6月25日に息子のマイケルが死去し、マイケルの子供3人の親権が注目されていたが、29日にロサンゼルス郡地方裁判所がキャサリンが当面の後見人になることを認めた。キャサリンの生活費などはマイケルが賄っていたため、マイケルの遺児達の生活費も含め、マイケルの遺産から支給が必要であるとキャサリン及び遺言執行人よりに申し立てが行われ、ロサンゼルス郡地方裁判所が承認。毎月8万6000ドル（約780万円）が毎月支給される事が裁判所から開示された文書で明らかになった。内訳は遺児人当たり約2万ドル（約182万円）、母のキャサリンが月約2万7000ドル（約246万円）を受け取るとなっている。
2009年9月3日にマイケルの埋葬式に夫ジョセフと共に参列した。埋葬式の間泣き続けていたキャサリンの姿が人々に悲しみの深さを語った。

## 著書
- 『マザー-ザ・ジャクソン・ファミリー・ヒストリー』 （小林禮子訳 扶桑社、1990年）